# Andrew Kishore
Andrew Kishore Kumar Baroi (en bengalí: এন্ড্রু কিশোর কুমার বাড়ৈ , Rajshahi, 4 de noviembre de 1955-ibidem, 6 de julio de 2020) fue un cantante  playback bangladesí.

## Biografía
Kishore estudió en la Universidad de Rajshahi y recibió instrucción musical de Abdul Aziz Bachchul. 
En 1977, se mudó a Daca, donde el compositor Alam Khan lo presentó a la industria del cine. En 1977, Kishore debutó como cantante playback en la película "Mail Train", en la que cantó la canción de Alam Khan "Ochinpurer Raajkumari nei jey taar keu". Su segunda película fue "Emiler Goenda Bahini", de Badal Rahman, donde cantó "Dhum dharakka". El primer éxito de Kishore fue "Ek chor Jay choley" de Alam Khan en la película "Protikkha" de A. J. Mintu.[cita requerida]
Grabó numerosas canciones a lo largo de su carrera y ganó ocho Premios Nacionales de Cine de Bangladés al Mejor Cantante de Playback.
Fue miembro De la Iglesia anglicana de Bangladés, razón por la que además de bandas sonoras interpretó himnos cristianos.
En 2019 fue diagnosticado con un tumor en la glándula suprarrenal, del cual fue tratado con quimioterapia en Singapur. Diagnosticado también con de linfoma no Hodgkin falleció el 6 de julio de 2020 en el Hospital Rajshah de su ciudad natal. Tenía esposa y dos hijos.